# Мырас
Мырас — озеро на северо-востоке Якутии, в Среднеколымском улусе. Расположено в пределах Колымской низменности, юго-западнее озера Павылон. Имеет округлую форму, берега слабо изрезаны, низкие, местами заболоченные. Растительный покров берегов представлен мохово-лишайниковой тундрой и тундровыми травяными болотами, значительные площади заняты кустарничковыми тундрами, встречается лиственница. Короткой и узкой протокой соединяется с озером Павылон, а также — через систему проток и небольших озёр — с ещё один крупным озером Таса, находящемся на западе.
Площадь озера составляет 40,8 км². Площадь водосбора — 88,2 км². Длина озера около 8 км, максимальная ширина достигает 7 км. Находится на высоте 23 м над уровнем моря.
Ближайший населенный пункт, село  Эбях, расположен примерно в 35 км к западу.